# 국조보감
《국조보감》(國朝寶鑑)은 조선의 역대 임금들의 정치 활동 가운데서 모범이 될 만한 사실을 뽑아 적은 편년체의 역사책이다.
세종 때 편찬 계획을 세우고 세조 3년(1457년)에 수찬청(修撰廳)을 두어, 권남·신숙주 등이 태조·태종·세종·문종에 걸친 4대 보감 7권 3책을 처음으로 완성하였다.
그 뒤 숙종·영조·정조·현종 때 편찬을 계속했고, 고종 때에는 전의 것과 합하여 모두 90권 28책으로 완성되었다. 규장각 및 성균관대학교 도서관에 소장되어 있다.